# Rockare
Rockare betecknar en medlem av en subkultur bland motorcykelkörande ungdomar som uppkom under 1960-talet. Ordet rockare kommer från engelska (rocker) och var ursprungligen ett skällsord. Även idag används hellre ordet biker av dem som kör motorcykel. Utanför Storbritannien och USA fick ordet en mer allmän betydelse.
Som rockare betecknas även de som lyssnar på rockmusik.